# Scylaticus lutescens
Scylaticus lutescens là một loài ruồi trong họ Asilidae. Scylaticus lutescens được Hermann miêu tả năm 1914. Loài này phân bố ở miền Ấn Độ - Mã Lai.